# Barry Hill (Antarktika)
Der Barry Hill ist ein eisfreier Hügel in der antarktischen Ross Dependency. In den Cumulus Hills des Königin-Maud-Gebirges ragt er unmittelbar westlich des Eingangs zum LaPrade Valley und 1,5 km nordnordöstlich des Mount Kenyon auf.
Das Advisory Committee on Antarctic Names benannte ihn 1965 nach Leutnant Richard P. Barry vom Civil Engineer Corps der United States Navy, Kommunikationsoffizier auf der McMurdo-Station im antarktischen Winter 1957 und Teilnehmer der ersten drei Operation Deep Freeze zwischen 1955 und 1958.